# Heterospilus sicanus
Heterospilus sicanus är en stekelart som först beskrevs av Marshall 1888.  Heterospilus sicanus ingår i släktet Heterospilus och familjen bracksteklar. Inga underarter finns listade i Catalogue of Life.